# Astrostole
Astrostole is een geslacht van zeesterren uit de familie Asteriidae.

## Soorten
- Astrostole insularis H.L. Clark, 1938
- Astrostole multispina A.M. Clark, 1950
- Astrostole paschae (H.L. Clark, 1920)
- Astrostole platei (Meissner, 1896)
- Astrostole rodolphi (Perrier, 1875)
- Astrostole scabra (Hutton, 1872)